# Abdij van La Ramée

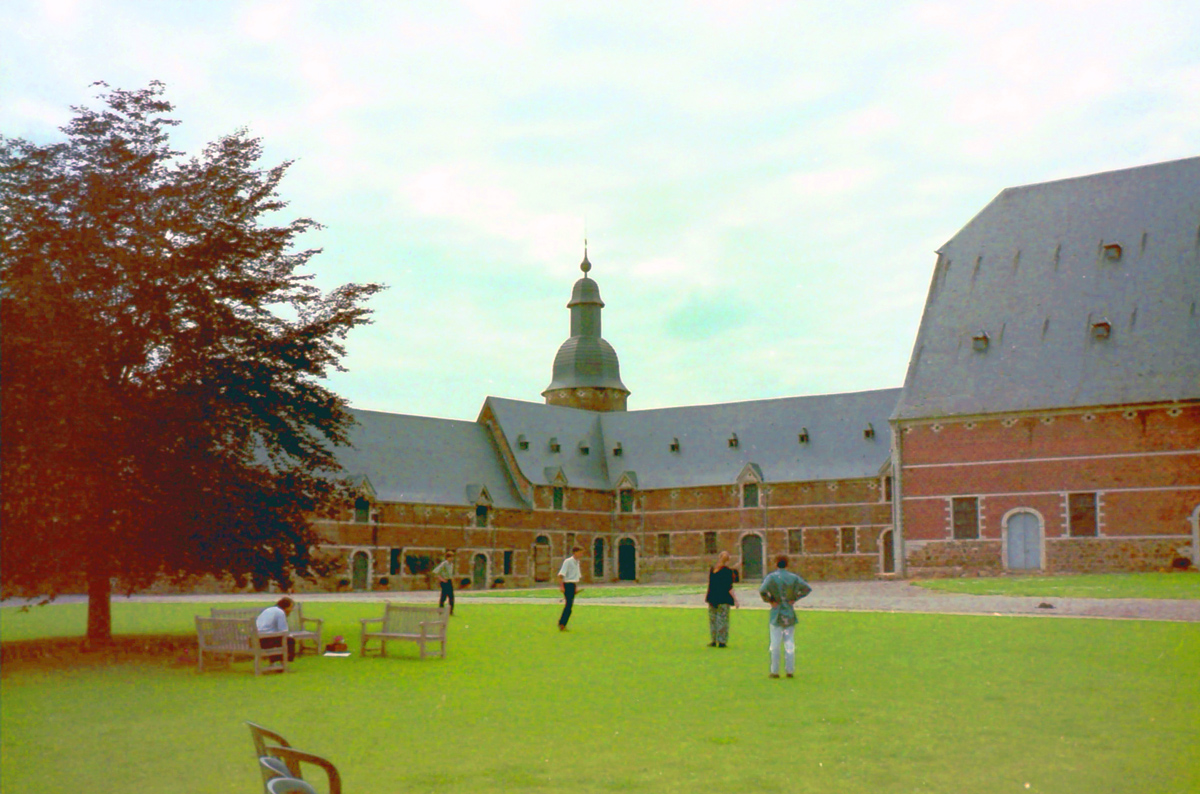
Het landbouwcomplex van de abdij, met duiventoren (centraal) en schuur (rechts)

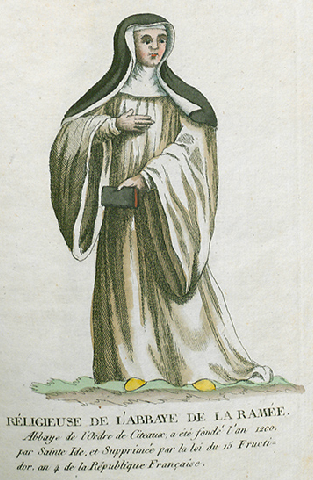
Cisterciënserin van La Ramée

De Abdij van La Ramée is een voormalig vrouwenklooster van cisterciënserinnen in het Belgische dorp Jauchelette (gemeente Geldenaken). 

## Geschiedenis
De Abdij van La Ramée werd in de 13e eeuw gesticht door de vrouwelijke tak van de Orde van Citeaux - aanhangers van de regel van Sint-Benedictus.
Aan de oorsprong ligt de stichting van een vrouwenklooster in Kerkom in 1212, mogelijk gemaakt door de schenking van een stuk grond door de Rijnlandse benedictijnenabdij van Kornelimünster. De vestigingsplaats van dat klooster was blijkbaar niet geschikt en in 1216 verhuisde de gemeenschap van vrouwelijke Cisterciënzers naar de site van La Ramée in Jauchelette. De gemeenschap werd al in 1218 een abdij genoemd en had dus een zelfstandig bestuur. De belangrijkste inkomstenbron was de landbouw. De abdij had ook een bosareaal en er was op vrij grote schaal schapenteelt. In de eerste eeuw werd veel veldarbeid nog verricht door de zusters en lekenzusters, maar vanaf de 14e eeuw trokken de zusters zich meer terug in de abdij. De slotzusters wijdden zich aan de "goddelijke studie" en beperkten hun eigen economische activiteit tot kleine karweien bij de oven en in de leerlooierij van de abdij.
Documenten uit de 13e eeuw vermelden een scriptorium verbonden aan La Ramée dat omwille van zijn kalligrafie en miniatuurschilderkunst hoog in aanzien stond. 
Omstreeks 1500 was er een hervormingsbeweging en werden er onder invloed van religieuzen van de abdij van Marche-les-Dames (onder leiding van abdis Helwilde van Comencille) strengere kloosterregels ingevoerd.  Er ontstond ook een school voor meisjes binnen de abdij. 
De zustergemeenschap telde nooit meer dan een twintigtal slotzusters en evenveel lekenzusters.
Door de nabijheid van grote verbindingswegen en slagvelden was de abdij meermaals het doelwit van plunderingen. Tussen 1577 en 1591 werden de kloosterzusters een eerste maal verdreven en tussen 1632 en 1676 een tweede maal door religieuze en politieke strubbelingen. In 1705 werd de abdij verwoest door de troepen van Lodewijk XIV. De Slag bij Ramillies (1706) werd nabij de abdij uitgevochten. De resterende abdijgebouwen deden toen dienst als hoofdkwartier van de hertog van Marlborough en als militair hospitaal.
In de loop van de 18e eeuw volgde een herstel, met name onder abdis Rutgaerde van Reumont (gestorven 1741). In die periode werden er nieuwe gebouwen opgericht. De abdissen brachten hun onderwijsactiviteiten voor kinderen uit de omgeving tot bloei. In 1796, na de Franse Revolutie, werden de kloosters door de Fransen gesloten en in 1799 werd de abdij verkocht als nationaal goed. Het domein werd daarbij opgedeeld in twee verschillende delen. De hoeve werd uitgebaat als landbouwonderneming. Van de rest van abdijsite werden de kerk en andere overbodig geworden kloostergebouwen gesloopt in de 19e eeuw. Het gastenverblijf en een andere 18e-eeuws schoolgebouw werden behouden en ingericht als "kasteel" met romantisch park. 
In 1903 kwamen de abdijgebouwen in het bezit van de Zusters van Sacré-Coeur die er opnieuw een klooster van maakten en een rusthuis en verblijfsmogelijkheid voor schoolretraites.  
Een ondernemer begon in 1990 met de restauratie en verbouwingen van de hoeve tot polyvent centrum voor seminaries en recepties. In 2007 verkochten de Zusters ook het kloostergedeelte aan deze organisatie.
De abdij werd een locatie voor seminaries, evenementen en privé-recepties.

## Gebouwen
De overgebleven gebouwen van de abdij bestaan uit twee 18e-eeuwse complexen: het abdissenkwartier en het landbouwcomplex. Rond een binnenkoer bevinden zich in een vierhoek paardenstallen, met in het midden de monumentale ingangspoort (1716), een duiventoren, de grote tiendschuur (1722) en veestallen.

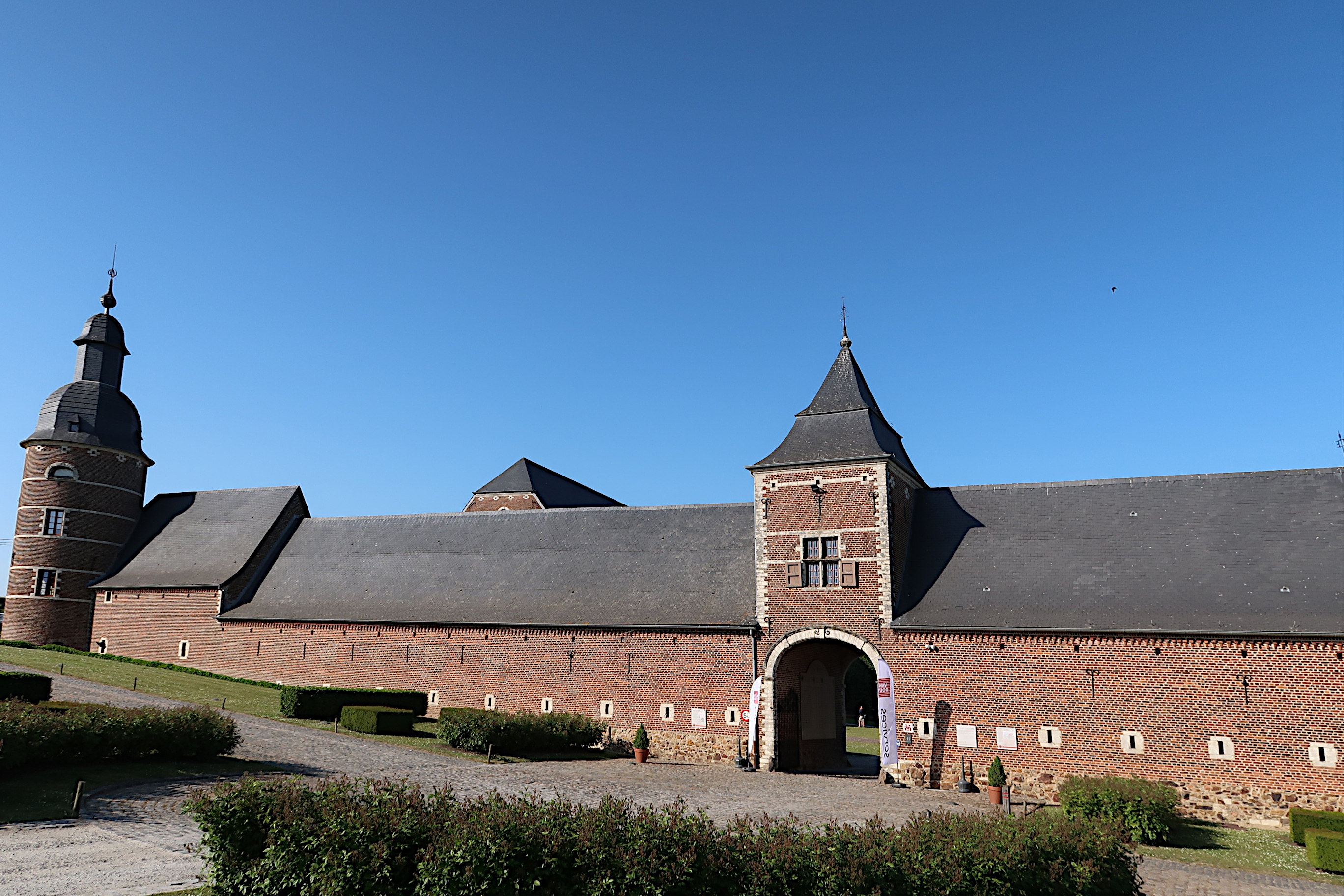
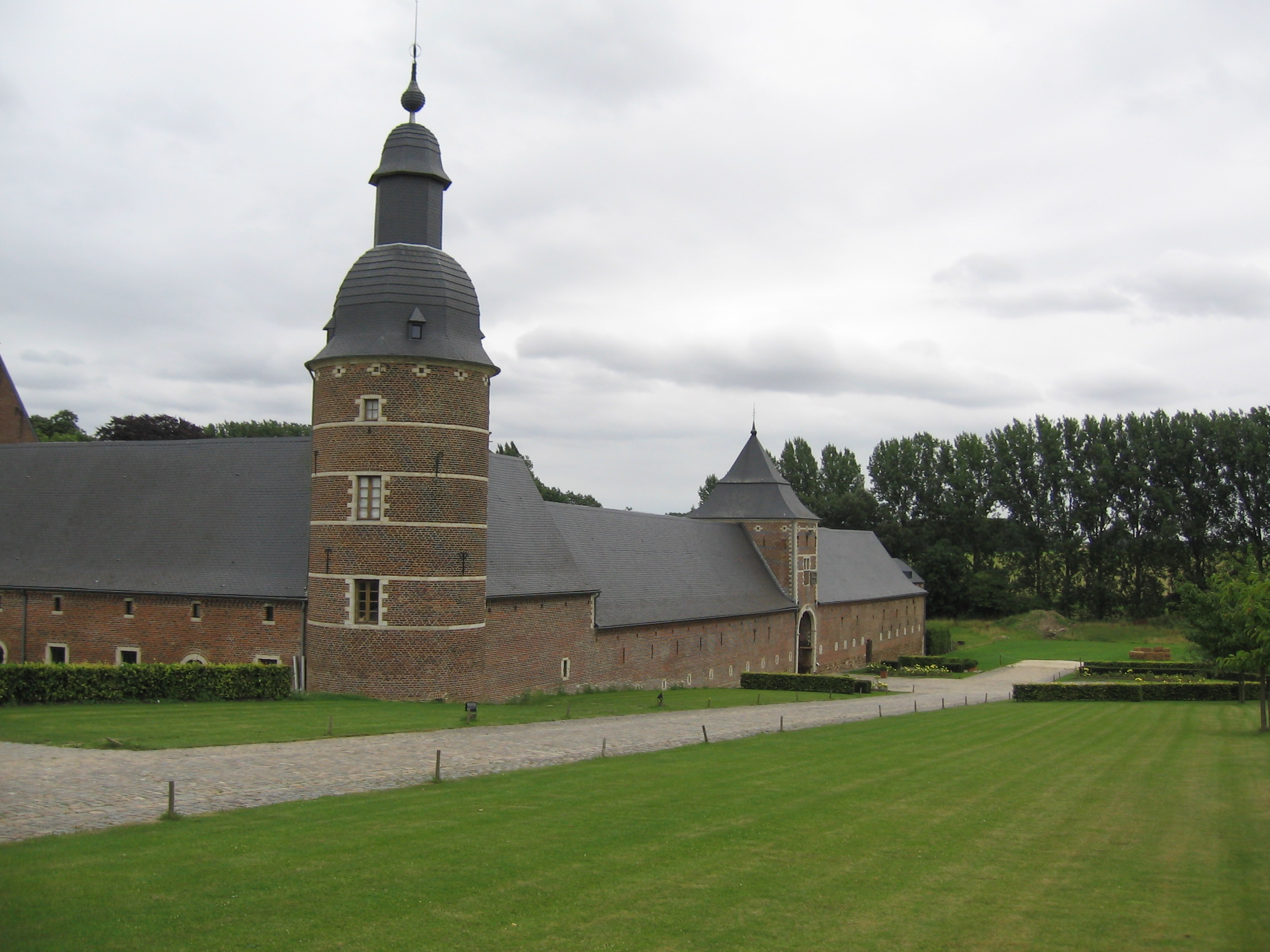
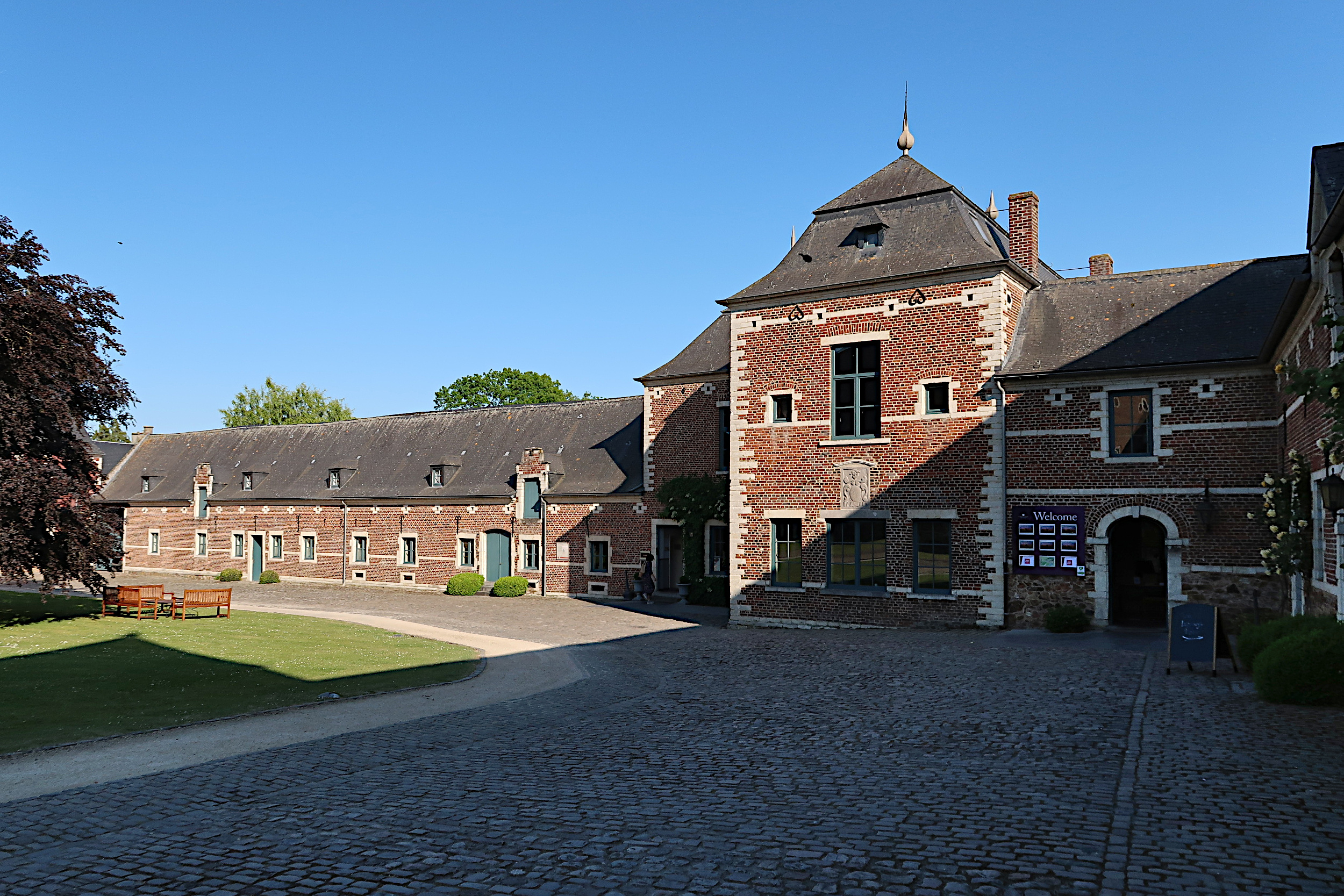
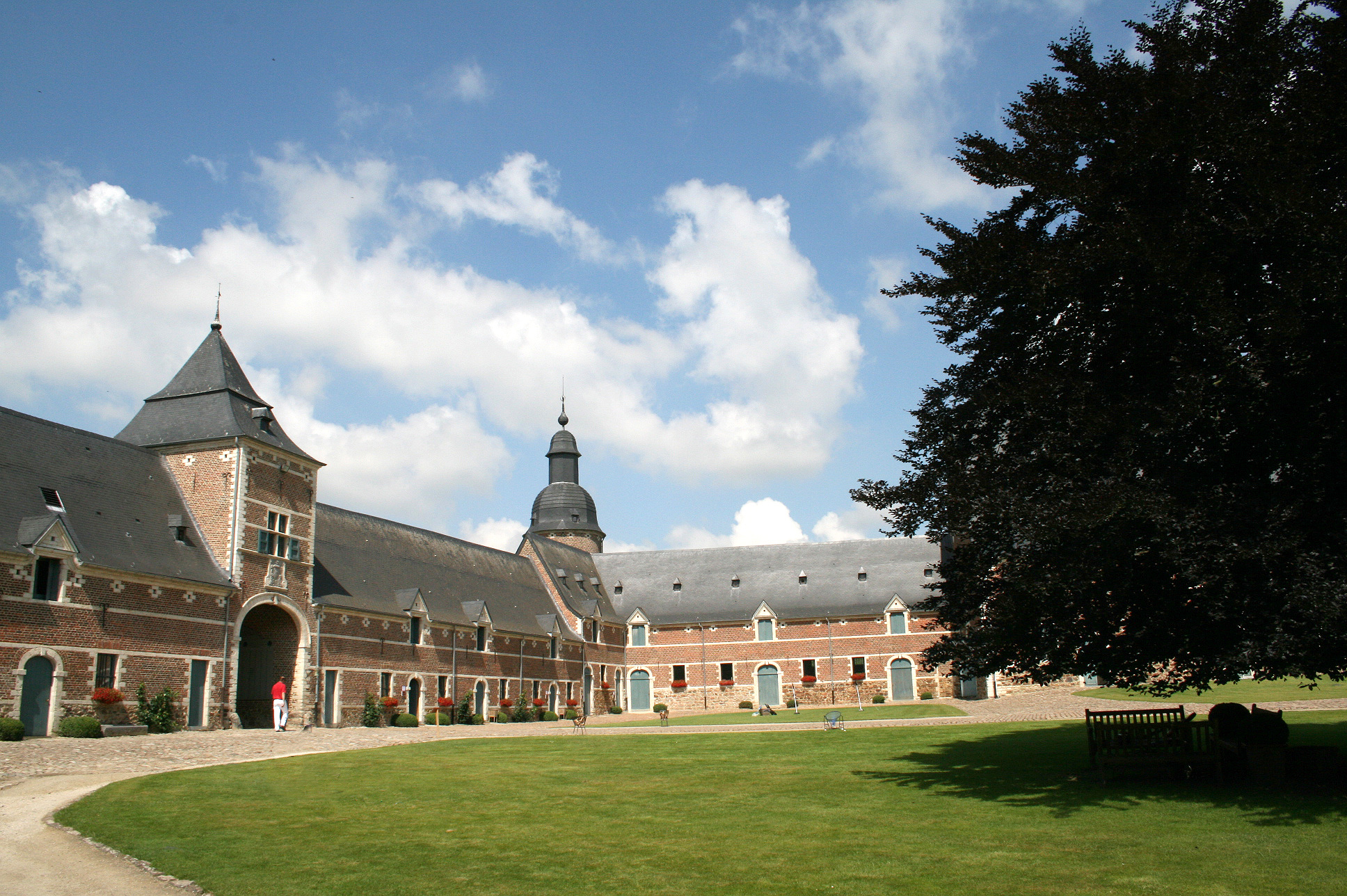